# Stefano Tempesti
Stefano Tempesti (Prato, 1979. június 9. –) olimpiai ezüstérmes (2012), és világbajnok (2011) olasz vízilabdázó, kapus. Jelenleg a Circolo Canottieri Ortigia játékosa.

## Sportpályafutása
Sportpályafutását szülővárosa csapatában, a Futura Pratoban kezdte. 2003-ig a Rari Nantes Florentia játékosa volt, mellyel 2001-ben LEN-kupagyőztesek Európa-kupáját nyert. 2003-ban a Pro Reccohoz igazolt, mellyel öt alkalommal nyert LEN-bajnokok ligáját (2007, 2008, 2010, 2012, 2015). 2019-ben átigazolt a Circolo Canottieri Ortigia csapatába, ahol kétéves szerződést írt alá.
A nemzeti válogatottban 1999-ben mutatkozott be.